# Club Basket Bilbao Berri 2010-2011
Questa voce raccoglie le informazioni riguardanti il Club Basket Bilbao Berri nelle competizioni ufficiali della stagione 2010-2011.

## Stagione
La stagione 2010-2011 del Club Basket Bilbao Berri è la 7ª nel massimo campionato spagnolo di pallacanestro, la Liga ACB.

## Roster
| Bizkaia Bilbao 2010-11 | Bizkaia Bilbao 2010-11 |
| Giocatori              | Staff tecnico          |
| ---------------------- | ---------------------- |

| N. | Naz.                                       | Ruolo | Nome                      | Anno | Alt.   | Peso   |  |
| -- | ------------------------------------------ | ----- | ------------------------- | ---- | ------ | ------ |  |
| 4  | Stati Uniti (bandiera) · Panama (bandiera) | GA    | Chris Warren              | 1981 | 196 cm | 92 kg  |  |
| 6  | Spagna (bandiera)                          | P     | Javier Rodríguez          | 1979 | 188 cm |        |  |
| 7  | Stati Uniti (bandiera)                     | P     | Aaron Jackson             | 1986 | 192 cm | 83 kg  |  |
| 8  | Stati Uniti (bandiera) · Spagna (bandiera) | P     | Josh Fisher               | 1980 | 189 cm | 85 kg  |  |
| 9  | Spagna (bandiera)                          | G     | Paco Vázquez (C)          | 1974 | 190 cm | 90 kg  |  |
| 10 | Rep. Ceca (bandiera) · Spagna (bandiera)   | C     | Tomáš Hampl               | 1988 | 215 cm | 109 kg |  |
| 11 | Grecia (bandiera)                          | C     | Dīmītrīs Mauroeidīs       | 1985 | 210 cm | 120 kg |  |
| 12 | Spagna (bandiera)                          | P     | Mikel Úriz                | 1989 | 180 cm | 73 kg  |  |
| 13 | Croazia (bandiera)                         | AG    | Marko Banić               | 1984 | 205 cm | 108 kg |  |
| 15 | Spagna (bandiera)                          | AP    | Álex Mumbrú               | 1979 | 202 cm | 105 kg |  |
| 16 | Spagna (bandiera)                          | C     | Eduardo Hernández-Sonseca | 1983 | 212 cm | 110 kg |  |
| 17 | Belgio (bandiera)                          | AG    | Axel Hervelle             | 1983 | 205 cm | 110 kg |  |
| 21 | Slovacchia (bandiera)                      | AC    | Martin Rančík             | 1978 | 205 cm | 100 kg |  |
| 34 | Grecia (bandiera)                          | AP    | Kōstas Vasileiadīs        | 1984 | 200 cm | 102 kg |  |
| 45 | Lettonia (bandiera)                        | PG    | Jānis Blūms               | 1982 | 190 cm | 85 kg  |  |

| Allenatore                                                                      |
| - Fōtīs Katsikarīs                                                              |
| Assistente/i                                                                    |
| - Rafa Pueyo - Pere Romero Legenda - (C) Capitano - (IN) Inattivo - Infortunato |

## Mercato

### Sessione estiva
| Acquisti | Acquisti                  | Acquisti          | Acquisti          | Acquisti |
| R.a      | Nome                      | da                | Modalità          |          |
| -------- | ------------------------- | ----------------- | ----------------- | -------- |
| P        | Josh Fisher               | Gran Canaria      | definitivo        |          |
| P        | Aaron Jackson             | Virtus Bologna    | definitivo        |          |
| AP       | Kōstas Vasileiadīs        | Obradoiro         | definitivo        |          |
| AG       | Axel Hervelle             | Real Madrid       | riscatto prestito |          |
| AC       | Martin Rančík             | Free agent        | definitivo        |          |
| C        | Eduardo Hernández-Sonseca | Joventut Badalona | definitivo        |          |
| C        | Dīmītrīs Mauroeidīs       | Maroussi          | definitivo        |          |

| Cessioni | Cessioni          | Cessioni         | Cessioni       | Cessioni |
| R.       | Nome              | a                | Modalità       |          |
| -------- | ----------------- | ---------------- | -------------- | -------- |
| P        | Javi Salgado      | San Sebastián    | fine contratto |          |
| G        | Renaldas Seibutis | Olin Edirne      | fine contratto |          |
| AC       | Damir Markota     | Olimpija Lubiana | fine contratto |          |
| C        | Jérôme Moïso      | Jiangsu Dragons  | fine contratto |          |

### Dopo l'inizio della stagione
| Acquisti | Acquisti    | Acquisti    | Acquisti         | Acquisti   |
| R.       | Nome        | da          | Data             | Modalità   |
| -------- | ----------- | ----------- | ---------------- | ---------- |
| PG       | Josh Fisher | Real Madrid | 29 novembre 2010 | definitivo |

| Cessioni | Cessioni      | Cessioni       | Cessioni         | Cessioni       |
| R.       | Nome          | a              | Data             | Modalità       |
| -------- | ------------- | -------------- | ---------------- | -------------- |
| AC       | Martin Rančík | Saski Baskonia | 17 ottobre 2010  | fine contratto |
| PG       | Josh Fisher   | Real Madrid    | 17 ottobre 2010  | fine contratto |
| P        | Mikel Úriz    | Alcazar        | 28 febbraio 2011 | rescissione    |